# Barry White
Barry Eugene White (n. 12 septembrie 1944 - d. 4 iulie 2003) a fost un cantautor, textier, muzician, producător muzical și compozitor american. 
Câștigător a cinci premii Grammy și cunoscut pentru romantismul și vocea sa gravă, White a cunoscut marele succes în anii 1970 ca artist solo dar și împreună cu Love Unlimited Orchestra lansând o serie de cântece soul, funk și disco printre care și două hituri uriașe, "You're the First, the Last, My Everything" și "Can't Get Enough of Your Love, Babe". White a câștigat cu albumele sale mai multe discuri de aur și platină având, conform criticilor muzicali Ed Hogan și Wade Kergan, vânzări de peste 100 de milioane de unități în toată lumea.

## Discografie

### Albume de studio
- I've Got So Much to Give (1973)
- Stone Gon' (octombrie 1973)
- Can't Get Enough (februarie 1974)
- Just Another Way to Say I Love You (1975)
- Let the Music Play (1 ianuarie 1976)
- Is This Whatcha Wont? (1976)
- Barry White Sings for Someone You Love (1977)
- The Man (1978)
- The Message Is Love (1979)
- I Love to Sing the Songs I Sing (1979)
- Sheet Music (1980)
- Beware! (1981)
- Change (1982)
- Dedicated (1983)
- The Right Night & Barry White (1987)
- The Man Is Back! (1989)
- Put Me in Your Mix (8 octombrie 1991)
- The Icon Is Love (1994)
- Staying Power (27 iulie 1999)

### Albume în colaborare
- Barry & Glodean (1981 - cu Glodean White)

### Compilații
- Barry White's Greatest Hits (1975)
- Barry White's Greatest Hits Vol. 2 (1977)
- Heart and Soul (1985)
- The Collection (1988)
- All-Time Greatest Hits (iunie 1994)
- The Ultimate Collection (25 aprilie 2000)
- The Millennium Collection: The Best of Barry White (2003)
- White Gold: The Very Best Of (2005)
- Unlimited (2009)
- Icon (2010)